# Fortuna extraliga 2010/2011
Fortuna extraliga 2010/2011 byla 18. ročníkem nejvyšší mužské florbalové soutěže v Česku.
Soutěž hrálo 12 týmů systémem dvakrát každý s každým. Prvních osm týmů postoupilo do play-off, zbývající čtyři týmy hrály o udržení (play-down). V tomto ročníku si poprvé první tři týmy základní části vybíraly do čtvrtfinále soupeře z 5.–8. místa tabulky. Na čtvrtý tým soupeř zbyl. Dále se hrálo podle předem určeného pavouku.
Mistrovský titul získal počtrnácté a podruhé v řadě tým Tatran Omlux Střešovice, který ve finále porazil tým FBC Remedicum Ostrava. Bylo to pošesté co se tyto týmy potkaly ve finále Extraligy. Pokaždé zvítězil Tatran.
Tatran si vítězstvím zajistil účast na Poháru mistrů, kde získal druhou českou stříbrnou medaili.
Nováčky v této sezoně byly týmy FBC Kladno a FbŠ Bohemians, výherci 1. ligy a baráže v předchozí sezóně. Kladno do Extraligy postoupilo poprvé a svoji Extraligovou účast neudrželo. Bohemians se vrátily do Extraligy po jedné sezóně v nižší lize.
Sestupující tým Kladna byl v následující sezóně nahrazen vítězem tohoto ročníku 1. ligy, týmem Torpedo Havířov, který se do Extraligy vrátil po jedné sezóně v 1. lize. Dále sestoupil po pěti sezónách v Extralize tým AC Sparta Praha Florbal po prohře v baráži s poraženým finalistou 1. ligy, týmem Panthers Otrokovice, který do Extraligy postoupil poprvé, hned po prvním ročníku v 1. lize.

## Základní část
| Poř. | Tým                      | Z  | V  | VP | PP | P  | VG  | OG  | B  |
| ---- | ------------------------ | -- | -- | -- | -- | -- | --- | --- | -- |
| 1.   | Tatran Omlux Střešovice  | 22 | 17 | 2  | 0  | 3  | 140 | 61  | 55 |
| 2.   | FBC Remedicum Ostrava    | 22 | 16 | 1  | 1  | 4  | 155 | 100 | 51 |
| 3.   | 1. SC WOOW Vítkovice     | 22 | 12 | 2  | 0  | 5  | 136 | 80  | 49 |
| 4.   | TJ JM Chodov             | 22 | 15 | 0  | 1  | 6  | 137 | 100 | 46 |
| 5.   | BILLY BOY Mladá Boleslav | 22 | 14 | 1  | 1  | 6  | 125 | 102 | 45 |
| 6.   | x3m team SSK Future      | 22 | 11 | 1  | 0  | 10 | 133 | 137 | 35 |
| 7.   | Bulldogs Brno            | 22 | 10 | 1  | 3  | 8  | 125 | 103 | 35 |
| 8.   | FBC Liberec              | 22 | 6  | 2  | 2  | 12 | 82  | 104 | 24 |
| 9.   | AC Sparta Praha Florbal  | 22 | 7  | 0  | 0  | 15 | 94  | 127 | 21 |
| 10.  | FBC Kladno               | 22 | 5  | 1  | 1  | 15 | 65  | 117 | 18 |
| 11.  | FbŠ JUREX Bohemians      | 22 | 3  | 1  | 2  | 16 | 75  | 134 | 13 |
| 12.  | Sokol Pardubice          | 22 | 1  | 0  | 1  | 20 | 61  | 158 | 4  |

## Play-off
Hrálo se na tři vítězství. O třetí místo se nehrálo – získal ho poražený semifinalista, který měl po základní části lepší umístění.
Pozn.: OT – prodloužení; SO – nájezdy

### Pavouk
|  | Čtvrtfinále (na zápasy)  | Čtvrtfinále (na zápasy) |                         |   | Semifinále (na zápasy) | Semifinále (na zápasy) |  |  | Finále (na zápasy) | Finále (na zápasy) |
|  |                          |                         |                         |   |                        |                        |  |  |                    |                    |
|  |                          |                         |                         |   |                        |                        |  |  |                    |                    |
|  | Tatran Omlux Střešovice  | 3                       |                         |   |                        |                        |  |  |                    |                    |
|  | Tatran Omlux Střešovice  | 3                       |                         |   |                        |                        |  |  |                    |                    |
|  | x3m team SSK Future      | 0                       |                         |   |                        |                        |  |  |                    |                    |
|  | x3m team SSK Future      | 0                       | Tatran Omlux Střešovice | 3 |                        |                        |  |  |                    |                    |
|  |                          |                         | Tatran Omlux Střešovice | 3 |                        |                        |  |  |                    |                    |
|  |                          | TJ JM Chodov            | 2                       |   |                        |                        |  |  |                    |                    |
|  | TJ JM Chodov             | TJ JM Chodov            | 2                       | 3 |                        |                        |  |  |                    |                    |
|  | TJ JM Chodov             |                         |                         | 3 |                        |                        |  |  |                    |                    |
|  | BILLY BOY Mladá Boleslav | 0                       |                         |   |                        |                        |  |  |                    |                    |
|  | BILLY BOY Mladá Boleslav | 0                       | Tatran Omlux Střešovice | 3 |                        |                        |  |  |                    |                    |
|  |                          |                         | Tatran Omlux Střešovice | 3 |                        |                        |  |  |                    |                    |
|  |                          | FBC Remedicum Ostrava   | 2                       |   |                        |                        |  |  |                    |                    |
|  | FBC Remedicum Ostrava    | FBC Remedicum Ostrava   | 2                       | 3 |                        |                        |  |  |                    |                    |
|  | FBC Remedicum Ostrava    |                         |                         | 3 |                        |                        |  |  |                    |                    |
|  | FBC Liberec              | 0                       |                         |   |                        |                        |  |  |                    |                    |
|  | FBC Liberec              | 0                       | FBC Remedicum Ostrava   | 3 |                        |                        |  |  |                    |                    |
|  |                          |                         | FBC Remedicum Ostrava   | 3 |                        |                        |  |  |                    |                    |
|  |                          | 1. SC WOOW Vítkovice    | 2                       |   |                        |                        |  |  |                    |                    |
|  | 1. SC WOOW Vítkovice     | 1. SC WOOW Vítkovice    | 2                       | 3 |                        |                        |  |  |                    |                    |
|  | 1. SC WOOW Vítkovice     |                         |                         | 3 |                        |                        |  |  |                    |                    |
|  | Bulldogs Brno            | 1                       |                         |   |                        |                        |  |  |                    |                    |
|  | Bulldogs Brno            | 1                       |                         |   |                        |                        |  |  |                    |                    |

### Čtvrtfinále
Tatran Omlux Střešovice – x3m team SSK Future 3 : 0 na zápasy – Zpráva
- 12. 3. 2011 20:00, Tatran – Future 5 : 4 (1:2, 2:2, 2:0)
- 13. 3. 2011 14:30, Tatran – Future 4 : 3 (0:2, 2:1, 2:0)
- 19. 3. 2011 19:05, Future – Tatran 4 : 6 (1:2, 0:1, 3:3)

TJ JM Chodov – BILLY BOY Mladá Boleslav 3 : 0 na zápasy – Zpráva
- 12. 3. 2011 18:00, Chodov – Boleslav 6 : 5 (0:2, 4:1, 2:2)
- 13. 3. 2011 14:20, Chodov – Boleslav 4 : 3 (1:0, 2:2, 1:1)
- 19. 3. 2011 19:00, Boleslav – Chodov 3 : 7 (1:2, 2:0, 0:5)

FBC Remedicum Ostrava – FBC Liberec 3 : 0 na zápasy – Zpráva
- 12. 3. 2011 20:03, Ostrava – Liberec 9 : 81 (3:4, 4:2, 2:2)
- 13. 3. 2011 17:04, Ostrava – Liberec 9 : 81 (3:3, 4:1, 2:4)
- 19. 3. 2011 11:00, Liberec – Ostrava 8 : 10 (4:2, 2:4, 2:4)

1. SC WOOW Vítkovice – Bulldogs Brno 3 : 1 na zápasy – Zpráva
- 12. 3. 2011 17:00, Vítkovice – Bulldogs 5 : 6 (kvůli administrativní chybě Brna kontumováno na 5:0)[22]
- 13. 3. 2011 17:00, Vítkovice – Bulldogs 3 : 4 OT (2:2, 0:0, 1:1, 0:1)
- 19. 3. 2011 20:00, Bulldogs – Vítkovice 1 : 5 (0:0, 1:1, 0:4)
- 20. 3. 2011 11:45, Bulldogs – Vítkovice 4 : 6 (0:0, 2:3, 2:3)

### Semifinále
Tatran Omlux Střešovice – TJ JM Chodov 3 : 2 na zápasy – Zpráva
- 26. 3. 2011 19:30, Tatran – Chodov 8 : 7 OT (2:2, 3:2, 2:3, 1:0)
- 27. 3. 2011 15:15, Tatran – Chodov 2 : 8 (0:2, 1:4, 1:2)
- 02. 4. 2011 19:00, Chodov – Tatran 4 : 3 SO (0:3, 1:0, 2:0, 0:0)
- 03. 4. 2011 17:05, Chodov – Tatran 5 : 6 (1:1, 1:3, 3:2)
- 06. 4. 2011 19:15, Tatran – Chodov 6 : 3 (2:1, 2:1, 2:1)

FBC Remedicum Ostrava – 1. SC WOOW Vítkovice 3 : 2 na zápasy – Zpráva
- 26. 3. 2011 14:01, Ostrava – Vítkovice 10 : 2 (5:1, 2:0, 3:1)
- 27. 3. 2011 14:03, Ostrava – Vítkovice 13 : 5 (0:0, 0:3, 3:2)
- 02. 4. 2011 14:20, Vítkovice – Ostrava 15 : 2 (2:0, 1:1, 2:1)
- 03. 4. 2011 17:00, Vítkovice – Ostrava 14 : 5 (1:2, 1:2, 2:1)
- 06. 4. 2011 18:06, Ostrava – Vítkovice 14 : 3 (1:1, 2:2, 1:0)

### Finále
Tatran Omlux Střešovice – FBC Remedicum Ostrava 3 : 2 na zápasy – Zpráva
- 19. 4. 2011 11:15, Tatran – Ostrava 2 : 3 OT (1:2, 0:0, 1:0, 0:1)
- 10. 4. 2011 12:45, Tatran – Ostrava 9 : 7 (1:4, 1:1, 7:2)
- 16. 4. 2011 10:37, Ostrava – Tatran 4 : 6 (2:1, 2:2, 2:1)
- 17. 4. 2011 18:05, Ostrava – Tatran 6 : 5 OT (1:0, 4:2, 0:3, 0:1)
- 19. 4. 2011 17:30, Tatran – Ostrava 9 : 8 OT (0:3, 2:3, 6:2, 1:0)

Vítězem Extraligy se stal Tatran Omlux Střešovice.

## Play-down
Hrálo se na tři vítězství. Poražený v 1. kole hrál ve 2. kole – vítěz 2. kola hrál baráž o udržení extraligy s finalistou 1. ligy, poražený přímo sestoupil a nahradil ho vítěz 1. ligy.
Pozn.: OT – prodloužení; SO – nájezdy

### Pavouk
|  | 1. kolo (na zápasy)     | 1. kolo (na zápasy) |                         |   | 2. kolo (na zápasy) | 2. kolo (na zápasy) |
|  |                         |                     |                         |   |                     |                     |
|  |                         |                     |                         |   |                     |                     |
|  | AC Sparta Praha Florbal | 2                   |                         |   |                     |                     |
|  | AC Sparta Praha Florbal | 2                   |                         |   |                     |                     |
|  | Sokol Pardubice         | 3                   |                         |   |                     |                     |
|  | Sokol Pardubice         | 3                   | AC Sparta Praha Florbal | 3 |                     |                     |
|  |                         |                     | AC Sparta Praha Florbal | 3 |                     |                     |
|  |                         | FBC Kladno          | 1                       |   |                     |                     |
|  | FBC Kladno              | FBC Kladno          | 1                       | 0 |                     |                     |
|  | FBC Kladno              |                     |                         | 0 |                     |                     |
|  | FbŠ JUREX Bohemians     | 3                   |                         |   |                     |                     |

### 1. kolo
AC Sparta Praha Florbal – Sokol Pardubice 2 : 3 na zápasy – Zpráva
- 12. 3. 2011 16:30, Sparta – Pardubice 5 : 6 OT (1:2, 2:2, 2:1, 0:1)
- 13. 3. 2011 16:30, Sparta – Pardubice 4 : 1 (2:0, 1:1, 1:0)
- 19. 3. 2011 19:00, Pardubice – Sparta 2 : 6 (1:1, 0:2, 1:3)
- 20. 3. 2011 12:00, Pardubice – Sparta 3 : 1 (0:0, 2:0, 1:1)
- 23. 3. 2011 19:00, Sparta – Pardubice 3 : 4 OT (0:2, 1:1, 2:0, 0:1)

FBC Kladno – FbŠ JUREX Bohemians 0 : 3 na zápasy – Zpráva
- 12. 3. 2011 17:00, Kladno – Bohemians 3 : 5 (1:1, 1:1, 1:3)
- 13. 3. 2011 17:00, Kladno – Bohemians 4 : 5 OT (1:1, 3:1, 0:2, 0:1)
- 19. 3. 2011 17:45, Bohemians – Kladno 7 : 6 OT (2:2, 4:1, 0:3, 1:0)

### 2. kolo
AC Sparta Praha Florbal – FBC Kladno 3 : 1 na zápasy – Zpráva
- 26. 3. 2011 13:30, Sparta – Kladno 7 : 6 (3:1, 3:3, 1:2)
- 27. 3. 2011 19:00, Sparta – Kladno 3 : 5 (2:0, 1:3, 0:2)
- 02. 4. 2011 17:00, Kladno – Sparta 4 : 6 (1:0, 1:3, 2:3)
- 03. 4. 2011 17:00, Kladno – Sparta 7 : 9 (3:3, 4:2, 0:4)

Do 1. ligy sestoupilo Kladno, Sparta hrála o Extraligu s Otrokovicemi.

### Baráž
AC Sparta Praha Florbal – Panthers Otrokovice 0 : 3 na zápasy – Zpráva
- 19. 4. 2011 19:00, Sparta – Otrokovice 4 : 5 OT (1:0, 2:1, 1:3, 0:1)
- 10. 4. 2011 17:00, Sparta – Otrokovice 4 : 5 OT (2:2, 1:1, 1:1, 0:1)
- 16. 4. 2011 19:00, Otrokovice – Sparta 5 : 4 OT (2:0, 2:1, 0:3, 1:0)

Sparta sestoupila do 1. ligy, Otrokovice hrály další sezonu Extraligu.

## Konečné pořadí
| Pořadí           | Tým                      |
| ---------------- | ------------------------ |
| Zlatá medaile    | Tatran Omlux Střešovice  |
| Stříbrná medaile | FBC Remedicum Ostrava    |
| Bronzová medaile | 1. SC WOOW Vítkovice     |
| 4.               | TJ JM Chodov             |
| 5.               | BILLY BOY Mladá Boleslav |
| 6.               | x3m team SSK Future      |
| 7.               | Bulldogs Brno            |
| 8.               | FBC Liberec              |
| 9.               | FbŠ JUREX Bohemians      |
| 10.              | Sokol Pardubice          |
| 11.              | AC Sparta Praha Florbal  |
| 12.              | FBC Kladno               |

## Nejužitečnější hráči
Nejužitečnějšími hráči Extraligy byli zvoleni:
1. Milan Tomašík (1. SC WOOW Vítkovice)
2. Matěj Jendrišák (TJ JM Chodov)
3. Petr Skácel (FBC Remedicum Ostrava)